# Edmund Andros
Edmund Andros (Londra, 6 dicembre 1637 – Londra, 24 febbraio 1714) è stato un politico inglese.
Fu governatore del New England dal 1686 al 1689, ma presto fu richiamato in patria per illeciti. Prosciolto da ogni accusa, dal 1692 al 1698 fu governatore della Virginia.